# Mecistocephalus stenoceps
Mecistocephalus stenoceps är en mångfotingart som beskrevs av Chamberlin 1944. Mecistocephalus stenoceps ingår i släktet Mecistocephalus och familjen storhuvudjordkrypare. Inga underarter finns listade i Catalogue of Life.